# 黃葦鳽
黄苇𫛚（学名：Ixobrychus sinensis）又名小黄鹭或黃葦鷺，俗稱水骆驼或小老等，閩南語又稱田缺了或田缺仔，为鹭科葦鷺屬的鸟类。分布于日本、印度、巽他群岛、菲律宾群岛、臺灣、香港,以及中國广东、海南、黑龙江、吉林、辽宁、河北、河南、湖北、浙江、陕西、甘肃、四川、云南、江苏等地，多栖息于湖泊、水库附近的稻田、芦苇丛、沼泽草地及滩涂中以及营巢于水边的苇丛或灌丛。该物种的模式产地在中国。其种加词“sinensis”意为“中华的”。

## 特征
黄苇𫛚长30至40厘米，与其它苇𫛚属鸟类一样,它的颈短，喙长。它的羽毛呈黄褐色，雄性的头部和颈部呈棕褐色，头顶是黑色的；雌性的头、颈和胸部有棕色条纹。幼鸟几乎全身有棕色条纹。

## 习性
黄苇𫛚在灌木丛或者高草裡用芦苇做巢。雌鸟在巢内生四至六个蛋。黄苇𫛚的食物主要是小鱼、两栖动物和昆虫。黄苇𫛚与其它苇𫛚属鸟类不同的是它们飞得比较多，因此虽然它们一般在陆地上隐藏得比较好，但是还是很容易被观察到的。